# Illa Jarvis

Mapa

L'illa Jarvis és un territori sota administració dels Estats Units d'Amèrica que consta oficialment com no incorporat. Està inclòs a les illes d'Ultramar Menors dels EUA.
Geogràficament és a l'arxipèlag de les illes de la Línia. Les seves coordenades són: 0° 22′ S, 160° 3′ O / 0.367°S,160.050°O.
La superfície és de 4,5 km². Està deshabitada. De clima tropical semiàrid i amb vegetació poc densa, la natura silvestre està oficialment protegida per les lleis dels Estats Units.
El 1821 va ser descoberta pel capità britànic Brown del vaixell Eliza Francis. El capità nord-americà Michael Baker la va explorar diverses vegades entre el 1835 i el 1845. El 1858 va ser annexada pels nord-americans que hi van explotar el guano fins que va ser exhaurit el 1879 i aleshores l'abandonaren. El 1889 el Regne Unit la va annexar formalment però no la va ocupar. El 1935 els Estats Units van reclamar i ocupar l'illa.
Altres noms històrics amb què s'ha conegut l'illa són: Bunker, Volunteer, Jervis, Brook i Brock.
Cal un permís especial per visitar l'illa que normalment queda reservat per a científics i educadors.